# Nafaa Jebali
Pour les articles homonymes, voir Jebali.
Nafaa Jebali (arabe : نافع الجبالي), né le 25 mai 1989 à Medjez el-Bab, est un footballeur tunisien évoluant au poste de latéral droit avec l'Avenir sportif de La Marsa.

## Carrière
- janvier 2008-juillet 2010 : Étoile sportive du Sahel (Tunisie)
- juillet 2010-juillet 2011 : Espérance sportive de Zarzis (Tunisie)
- juillet 2011-août 2013 : Club africain (Tunisie)
- août 2013-juillet 2014 : Club sportif de Hammam Lif (Tunisie)
- juillet 2014-janvier 2016 : Espérance sportive de Zarzis (Tunisie)
- janvier 2016-août 2017 : Club athlétique bizertin (Tunisie)
  - septembre 2016-juillet 2017 : El Gawafel sportives de Gafsa (Tunisie), en prêt
- août 2017-juillet 2018 : Union sportive de Ben Guerdane (Tunisie)
- depuis juillet 2018 : Avenir sportif de La Marsa (Tunisie)